# Angelo Tosoni
Angelo Tosoni (* 18. Mai 1952 in Castenedolo) ist ein ehemaliger italienischer Radrennfahrer.

## Sportliche Laufbahn
Als Amateur siegte er 1974 auf zwei Etappen des Giro della Valle d’Aosta. Er gewann auch das Eintagesrennen Coppa Lino Limonta sowie die Settimana Ciclistica Lombarda. 1976 siegte er zu Beginn der Saison im Rennen Monte-Carlo–Alassio und gewann erneut eine Etappe der Settimana Ciclistica Lombarda. Dazu kam ein weiterer Tageserfolg im Giro Ciclistico della Valle d’Aosta Mont Blanc.
Tosoni wurde 1977 Berufsfahrer im Radsportteam G.B.C.-Itla. 1977 wurde er Dritter im Giro del Friuli hinter dem Sieger Giuseppe Saronni. Viermal startete er im Giro d’Italia. 1977 wurde er 86., 1978 65., 1979 110. und 1980 beendete er die Rundfahrt auf dem 74. Rang. Einmal konnte er Zweiter einer Etappe des Giro werden.

## Berufliches
Nach seiner Laufbahn arbeitete er als Metallarbeiter.